# Філ Бредесен
Філіп Норман «Філ» Бредесен-молодший (англ. Philip Norman «Phil» Bredesen, Jr.; нар. 21 листопада 1943, Оушенпорт, Нью-Джерсі) — американський політик-демократ, губернатор штату Теннессі з 2003 по 2011 рік.

## Біографія
Він народився у Нью-Джерсі і виріс у Шортсвілі біля Рочестера, Нью-Йорк. Бредесен вивчав фізику у Гарвардському університеті. Він переїхав до Теннессі у 1975 році. Перед початком політичної діяльності, Бредесен працював у галузі охорони здоров'я і став засновником HealthAmerica Corp. Він працював мером Нашвілла з 1991 по 1999 роки.
Він вперше балотувався на посаду губернатора у 1994 році, але програв республіканцю Дону Сандквісту. Коли Сандквіст вже не міг балотуватися на третій термін, Бредесен знову висунув свою кандидатуру у 2002 році і виграв губернаторські вибори. Він був переобраний у 2006 році.
Бредесен є пресвітеріанином.